# 콜링 인 러브
《콜링 인 러브》(영어: The Other End of the Line)는 2008년 개봉한 인도와 미국의 로맨틱 코미디 드라마 영화이다.
촬영은 2007년 10월 뭄바이에서 시작되었으며 2008년 샌프란시스코에서 계속되었다.이 영화는 2008년 10월 31일에 개봉되었다.

## 줄거리
인도 뭄바이의 콜센터에서 일하는 프리야 세티는 미국 문화에 대한 동경을 가지고 있다. 그녀는 '제니퍼 데이비드'라는 미국인 이름으로 고객 응대를 하며 미국식 영어를 완벽하게 구사한다. 보수적인 아버지 라지브는 딸이 자신의 문화를 등한시하는 것을 못마땅해하지만, 부유하고 철없는 비크람과의 정혼을 통해 딸이 안정된 삶을 살기를 바란다.
어느 날, 프리야는 제니퍼 데이비드로 일하던 중 그랜저 우드러프라는 매력적인 미국 남성에게 전화를 걸어 신용카드 사기 문제를 도와주게 된다. 전화 통화 중 둘은 강한 이끌림을 느끼고, 프리야는 그랜저를 만나기 위해 샌프란시스코로 향한다. 하지만, 실제로 만났을 때 그랜저는 프리야를 알아보지 못한다. 우연히 다시 만나게 된 둘은 급속도로 가까워지고, 프리야는 자신의 정체를 숨긴 채 그랜저와 로맨틱한 데이트를 즐긴다.
그러나 프리야의 가족이 갑자기 나타나 그녀를 집으로 데려가려 한다. 그랜저는 제니퍼를 버리고 프리야를 만난 것에 죄책감을 느끼지만, 여전히 프리야와 제니퍼가 동일인물임을 모른다. 결국 프리야의 정체가 드러나고, 그랜저는 그녀가 약혼녀라는 사실에 크게 실망하여 관계를 끊으려 한다. 프리야의 가족은 이 상황에 만족하지만, 프리야의 이모는 남의 눈치만 보며 살기에는 인생이 너무 짧다고 조언한다. 프리야는 그랜저를 찾아갔지만, 그의 호텔 방에서 그의 이전 여자친구 에모리를 발견하고 좌절한다.
인도로 돌아온 프리야는 비크람과의 답답한 삶을 받아들이지 못하고 힘들어한다. 그녀의 고뇌를 지켜보던 아버지는 그녀를 지지하며, 그녀가 방에 들어설 때마다 사람들이 미소짓는다고 말하며 딸에 대한 애정을 표현한다. 한편, 그랜저 역시 무언가 빠진 듯한 느낌을 받는다. 결혼식 축사에서 친구의 말을 인용하며 "미래를 막는 것은 아무것도 없어야 한다"는 깨달음을 얻고, 아직 늦지 않았음을 직감한다. 그는 택시 기사의 도움을 받아 뭄바이의 은행으로 전화를 걸고, 공항으로 달려간다.
프리야는 다시 일에 몰두하며 승진을 하고, 동료들에게 미국식 사고방식과 억양을 가르친다. 그녀가 동료에게 감정 조절을 조언하던 순간, 그랜저가 콜센터에 나타나 진심을 고백한다. 동료들의 환호 속에 둘은 첫 키스를 나누고, 프리야의 근무가 끝난 후 둘은 그녀의 가족이 아침 식사를 하는 정원에서 만난다. 그랜저는 프리야의 문화를 존중하겠다는 약속으로 아버지의 마음을 얻으려 한다. 라지브는 잠시 생각한 후 그랜저를 받아들이고 아침 식사에 초대한다.

## 출연
- 제시 멧캐프 - 그레인저 우드러프 역
- 슈리야 사란 - 프리야 R. 세티 / 제니퍼 데이비드 역
- 아누팜 케르 - 라지브 세티 역
- 래리 밀러 - 킷 혹신 역
- 세라 포스터 - 에머리 뱅크스 역
- 타라 샤르마 - 지아 역
- 오스틴 베이시스 - 찰리 헨드릭스 역
- 알리 파잘